# El hambre
El Hambre es un ensayo del escritor y periodista argentino Martín Caparrós publicado en 2014.
El libro El hambre es un viaje por varios países y ciudades del mundo, desde la rica Chicago donde está el mercado de futuros hasta Níger, Bangladés e incluso Argentina. Se revisan las causas y los efectos de la falta de alimento que desemboca en el hambre y las hambrunas.

## El libro según su autor
En el libro, publicado en 2015, trata el hecho de que aún hoy casi 800 millones de personas no comen lo suficiente pero cada cifa es una persona. El autor considera su libro un fracaso ya que es "Una exploración del mayor fracaso del género humano no podía sino fracasar". Esa que hoy día no depende de la capacidad humana de obtener alimento —anualmente se produce más del doble de la comida necesaria para alimentar a todo el planeta— sino de voluntad política o prácticas económicas.
“El hambre actual es el más canalla de la historia. Ya no es un problema técnico, sino político”. "...no es un problema de pobreza, sino de riqueza" y de la concentración de la misma. Si hay tanta gente que no come, en su opinión, es porque otros lo hacen de manera "absolutamente desproporcionada e injusta".

## Índice
Los principios
Níger. Estructuras del hambre
DEL HAMBRE 1
- El Origen de las Especies
- India
- La tradición
  - Calcuta
  - Biraul
  - Chandigarh
  - Vrindavan
  - Delhi
  - Bombay

DEL HAMBRE 2
- La mano del hombre
- Blangadesh. Sus usos

DEL HAMBRE 3
- Otra vez sopa
- Estados Unidos. El capital

DEL HAMBRE 4
- La desigualdad
- Argentina. La basura

DEL HAMBRE 5
- La caridad bien entendida
- Sudán del sur. El último país

DEL HAMBRE 6
- Una metáfora
- Madagascar. Las nuevas colonias

Por fin
Sinfín